# Руденко, Валентин Фёдорович
Валенти́н Фёдорович Руде́нко (19 февраля 1938, Орджоникидзе, Донецкая область — 2 апреля 2016) — советский и украинский шахматный композитор. Международный гроссмейстер (1980) и международный арбитр (1960) по шахматной композиции. Старший тренер сборной команды СССР (с 1976). Заслуженный мастер спорта Украины. Инженер-механик. Работал в ОКБ-586 (ведущий конструктор).

## Биография
С 1952 опубликовал свыше 700 композиций всех жанров, в том числе 270 двухходовок, 270 трёхходовок, 160 многоходовок, а также этюды, задачи на обратный и кооперативный маты. В соревнованиях удостоен около 450 отличий, из них 380 призов, в том числе 225 — первых (двухходовки — 90, трёхходовки — 75, многоходовки — 60). В 3-м конкурсе ФИДЕ (1962) двухходовка и задача на «сказочные темы», в 4-м конкурсе ФИДЕ (1965) многоходовка и задача на обратный мат и в олимпийских конкурсах (1960, 1964) задачи на кооперативный мат удостоены золотых медалей. В личных чемпионатах СССР (1959—1987) побеждал 10 раз: в 11-м (1973), 12-м (1976), 13-м (1981) и 15-м (1984) по разделу двухходовок; в 11-13-м и 17-м (1987) — по разделу трёхходовок; в 12-м и 14-м (1983) — по разделу многоходовок; 6 раз на чемпионатах страны был вторым. Рейтинг в Альбомах ФИДЕ на 28 мая 2024 года — 229,08 балла.; наибольшего признания удостоен в Альбоме ФИДЕ за период 1974—1976 (издан в 1980 году) — в него включены 53 произведения Руденко.
Ученик и последователь Л. Лошинского, Руденко обладал умением находить чуть ли не единственный механизм для воплощения трудного замысла высокой техникой исполнения. Как и Л. Лошинский, Руденко — сторонник коллективного творчества: около 200 задач составлены им в содружестве с 27 композиторами, около 100 из них — в соавторстве с В. Чепижным. Успешно разрабатывал как классическую, так и современную тематику. В двухходовке — это задачи на перемену игры в различных её вариациях; в трёх- и многоходовке — эффектные задачи чешского стиля, композиции, построенные в строгом соответствии с законами логической школы. Основное внимание Руденко уделял стратегии, направлению, позволяющему осуществлять сложные, глубокие комбинации.
В шахматной композиции известны темы, названные в его честь — см. Руденко тема, Руденко парадокс. В последнее время активно развивал тему «Защита en passant».
В Днепропетровске создана «Авторская школа Валентина Руденко».

## Задачи
|   | a | b | c | d | e | f | g | h |   |
| - | --- | --- | --- | --- | --- | --- | --- | --- | - |
| 8 | f8 белый слон · a7 чёрная ладья · c7 чёрный слон · f7 чёрная пешка · h7 белый слон · c6 чёрная пешка · e6 чёрный король · f6 чёрный конь · h6 белая ладья · e5 белый конь · h5 чёрная ладья · d4 белый ферзь · g4 белая пешка · b1 чёрный конь · c1 белый король · d1 белая ладья | f8 белый слон · a7 чёрная ладья · c7 чёрный слон · f7 чёрная пешка · h7 белый слон · c6 чёрная пешка · e6 чёрный король · f6 чёрный конь · h6 белая ладья · e5 белый конь · h5 чёрная ладья · d4 белый ферзь · g4 белая пешка · b1 чёрный конь · c1 белый король · d1 белая ладья | f8 белый слон · a7 чёрная ладья · c7 чёрный слон · f7 чёрная пешка · h7 белый слон · c6 чёрная пешка · e6 чёрный король · f6 чёрный конь · h6 белая ладья · e5 белый конь · h5 чёрная ладья · d4 белый ферзь · g4 белая пешка · b1 чёрный конь · c1 белый король · d1 белая ладья | f8 белый слон · a7 чёрная ладья · c7 чёрный слон · f7 чёрная пешка · h7 белый слон · c6 чёрная пешка · e6 чёрный король · f6 чёрный конь · h6 белая ладья · e5 белый конь · h5 чёрная ладья · d4 белый ферзь · g4 белая пешка · b1 чёрный конь · c1 белый король · d1 белая ладья | f8 белый слон · a7 чёрная ладья · c7 чёрный слон · f7 чёрная пешка · h7 белый слон · c6 чёрная пешка · e6 чёрный король · f6 чёрный конь · h6 белая ладья · e5 белый конь · h5 чёрная ладья · d4 белый ферзь · g4 белая пешка · b1 чёрный конь · c1 белый король · d1 белая ладья | f8 белый слон · a7 чёрная ладья · c7 чёрный слон · f7 чёрная пешка · h7 белый слон · c6 чёрная пешка · e6 чёрный король · f6 чёрный конь · h6 белая ладья · e5 белый конь · h5 чёрная ладья · d4 белый ферзь · g4 белая пешка · b1 чёрный конь · c1 белый король · d1 белая ладья | f8 белый слон · a7 чёрная ладья · c7 чёрный слон · f7 чёрная пешка · h7 белый слон · c6 чёрная пешка · e6 чёрный король · f6 чёрный конь · h6 белая ладья · e5 белый конь · h5 чёрная ладья · d4 белый ферзь · g4 белая пешка · b1 чёрный конь · c1 белый король · d1 белая ладья | f8 белый слон · a7 чёрная ладья · c7 чёрный слон · f7 чёрная пешка · h7 белый слон · c6 чёрная пешка · e6 чёрный король · f6 чёрный конь · h6 белая ладья · e5 белый конь · h5 чёрная ладья · d4 белый ферзь · g4 белая пешка · b1 чёрный конь · c1 белый король · d1 белая ладья | 8 |
| 7 | f8 белый слон · a7 чёрная ладья · c7 чёрный слон · f7 чёрная пешка · h7 белый слон · c6 чёрная пешка · e6 чёрный король · f6 чёрный конь · h6 белая ладья · e5 белый конь · h5 чёрная ладья · d4 белый ферзь · g4 белая пешка · b1 чёрный конь · c1 белый король · d1 белая ладья | f8 белый слон · a7 чёрная ладья · c7 чёрный слон · f7 чёрная пешка · h7 белый слон · c6 чёрная пешка · e6 чёрный король · f6 чёрный конь · h6 белая ладья · e5 белый конь · h5 чёрная ладья · d4 белый ферзь · g4 белая пешка · b1 чёрный конь · c1 белый король · d1 белая ладья | f8 белый слон · a7 чёрная ладья · c7 чёрный слон · f7 чёрная пешка · h7 белый слон · c6 чёрная пешка · e6 чёрный король · f6 чёрный конь · h6 белая ладья · e5 белый конь · h5 чёрная ладья · d4 белый ферзь · g4 белая пешка · b1 чёрный конь · c1 белый король · d1 белая ладья | f8 белый слон · a7 чёрная ладья · c7 чёрный слон · f7 чёрная пешка · h7 белый слон · c6 чёрная пешка · e6 чёрный король · f6 чёрный конь · h6 белая ладья · e5 белый конь · h5 чёрная ладья · d4 белый ферзь · g4 белая пешка · b1 чёрный конь · c1 белый король · d1 белая ладья | f8 белый слон · a7 чёрная ладья · c7 чёрный слон · f7 чёрная пешка · h7 белый слон · c6 чёрная пешка · e6 чёрный король · f6 чёрный конь · h6 белая ладья · e5 белый конь · h5 чёрная ладья · d4 белый ферзь · g4 белая пешка · b1 чёрный конь · c1 белый король · d1 белая ладья | f8 белый слон · a7 чёрная ладья · c7 чёрный слон · f7 чёрная пешка · h7 белый слон · c6 чёрная пешка · e6 чёрный король · f6 чёрный конь · h6 белая ладья · e5 белый конь · h5 чёрная ладья · d4 белый ферзь · g4 белая пешка · b1 чёрный конь · c1 белый король · d1 белая ладья | f8 белый слон · a7 чёрная ладья · c7 чёрный слон · f7 чёрная пешка · h7 белый слон · c6 чёрная пешка · e6 чёрный король · f6 чёрный конь · h6 белая ладья · e5 белый конь · h5 чёрная ладья · d4 белый ферзь · g4 белая пешка · b1 чёрный конь · c1 белый король · d1 белая ладья | f8 белый слон · a7 чёрная ладья · c7 чёрный слон · f7 чёрная пешка · h7 белый слон · c6 чёрная пешка · e6 чёрный король · f6 чёрный конь · h6 белая ладья · e5 белый конь · h5 чёрная ладья · d4 белый ферзь · g4 белая пешка · b1 чёрный конь · c1 белый король · d1 белая ладья | 7 |
| 6 | f8 белый слон · a7 чёрная ладья · c7 чёрный слон · f7 чёрная пешка · h7 белый слон · c6 чёрная пешка · e6 чёрный король · f6 чёрный конь · h6 белая ладья · e5 белый конь · h5 чёрная ладья · d4 белый ферзь · g4 белая пешка · b1 чёрный конь · c1 белый король · d1 белая ладья | f8 белый слон · a7 чёрная ладья · c7 чёрный слон · f7 чёрная пешка · h7 белый слон · c6 чёрная пешка · e6 чёрный король · f6 чёрный конь · h6 белая ладья · e5 белый конь · h5 чёрная ладья · d4 белый ферзь · g4 белая пешка · b1 чёрный конь · c1 белый король · d1 белая ладья | f8 белый слон · a7 чёрная ладья · c7 чёрный слон · f7 чёрная пешка · h7 белый слон · c6 чёрная пешка · e6 чёрный король · f6 чёрный конь · h6 белая ладья · e5 белый конь · h5 чёрная ладья · d4 белый ферзь · g4 белая пешка · b1 чёрный конь · c1 белый король · d1 белая ладья | f8 белый слон · a7 чёрная ладья · c7 чёрный слон · f7 чёрная пешка · h7 белый слон · c6 чёрная пешка · e6 чёрный король · f6 чёрный конь · h6 белая ладья · e5 белый конь · h5 чёрная ладья · d4 белый ферзь · g4 белая пешка · b1 чёрный конь · c1 белый король · d1 белая ладья | f8 белый слон · a7 чёрная ладья · c7 чёрный слон · f7 чёрная пешка · h7 белый слон · c6 чёрная пешка · e6 чёрный король · f6 чёрный конь · h6 белая ладья · e5 белый конь · h5 чёрная ладья · d4 белый ферзь · g4 белая пешка · b1 чёрный конь · c1 белый король · d1 белая ладья | f8 белый слон · a7 чёрная ладья · c7 чёрный слон · f7 чёрная пешка · h7 белый слон · c6 чёрная пешка · e6 чёрный король · f6 чёрный конь · h6 белая ладья · e5 белый конь · h5 чёрная ладья · d4 белый ферзь · g4 белая пешка · b1 чёрный конь · c1 белый король · d1 белая ладья | f8 белый слон · a7 чёрная ладья · c7 чёрный слон · f7 чёрная пешка · h7 белый слон · c6 чёрная пешка · e6 чёрный король · f6 чёрный конь · h6 белая ладья · e5 белый конь · h5 чёрная ладья · d4 белый ферзь · g4 белая пешка · b1 чёрный конь · c1 белый король · d1 белая ладья | f8 белый слон · a7 чёрная ладья · c7 чёрный слон · f7 чёрная пешка · h7 белый слон · c6 чёрная пешка · e6 чёрный король · f6 чёрный конь · h6 белая ладья · e5 белый конь · h5 чёрная ладья · d4 белый ферзь · g4 белая пешка · b1 чёрный конь · c1 белый король · d1 белая ладья | 6 |
| 5 | f8 белый слон · a7 чёрная ладья · c7 чёрный слон · f7 чёрная пешка · h7 белый слон · c6 чёрная пешка · e6 чёрный король · f6 чёрный конь · h6 белая ладья · e5 белый конь · h5 чёрная ладья · d4 белый ферзь · g4 белая пешка · b1 чёрный конь · c1 белый король · d1 белая ладья | f8 белый слон · a7 чёрная ладья · c7 чёрный слон · f7 чёрная пешка · h7 белый слон · c6 чёрная пешка · e6 чёрный король · f6 чёрный конь · h6 белая ладья · e5 белый конь · h5 чёрная ладья · d4 белый ферзь · g4 белая пешка · b1 чёрный конь · c1 белый король · d1 белая ладья | f8 белый слон · a7 чёрная ладья · c7 чёрный слон · f7 чёрная пешка · h7 белый слон · c6 чёрная пешка · e6 чёрный король · f6 чёрный конь · h6 белая ладья · e5 белый конь · h5 чёрная ладья · d4 белый ферзь · g4 белая пешка · b1 чёрный конь · c1 белый король · d1 белая ладья | f8 белый слон · a7 чёрная ладья · c7 чёрный слон · f7 чёрная пешка · h7 белый слон · c6 чёрная пешка · e6 чёрный король · f6 чёрный конь · h6 белая ладья · e5 белый конь · h5 чёрная ладья · d4 белый ферзь · g4 белая пешка · b1 чёрный конь · c1 белый король · d1 белая ладья | f8 белый слон · a7 чёрная ладья · c7 чёрный слон · f7 чёрная пешка · h7 белый слон · c6 чёрная пешка · e6 чёрный король · f6 чёрный конь · h6 белая ладья · e5 белый конь · h5 чёрная ладья · d4 белый ферзь · g4 белая пешка · b1 чёрный конь · c1 белый король · d1 белая ладья | f8 белый слон · a7 чёрная ладья · c7 чёрный слон · f7 чёрная пешка · h7 белый слон · c6 чёрная пешка · e6 чёрный король · f6 чёрный конь · h6 белая ладья · e5 белый конь · h5 чёрная ладья · d4 белый ферзь · g4 белая пешка · b1 чёрный конь · c1 белый король · d1 белая ладья | f8 белый слон · a7 чёрная ладья · c7 чёрный слон · f7 чёрная пешка · h7 белый слон · c6 чёрная пешка · e6 чёрный король · f6 чёрный конь · h6 белая ладья · e5 белый конь · h5 чёрная ладья · d4 белый ферзь · g4 белая пешка · b1 чёрный конь · c1 белый король · d1 белая ладья | f8 белый слон · a7 чёрная ладья · c7 чёрный слон · f7 чёрная пешка · h7 белый слон · c6 чёрная пешка · e6 чёрный король · f6 чёрный конь · h6 белая ладья · e5 белый конь · h5 чёрная ладья · d4 белый ферзь · g4 белая пешка · b1 чёрный конь · c1 белый король · d1 белая ладья | 5 |
| 4 | f8 белый слон · a7 чёрная ладья · c7 чёрный слон · f7 чёрная пешка · h7 белый слон · c6 чёрная пешка · e6 чёрный король · f6 чёрный конь · h6 белая ладья · e5 белый конь · h5 чёрная ладья · d4 белый ферзь · g4 белая пешка · b1 чёрный конь · c1 белый король · d1 белая ладья | f8 белый слон · a7 чёрная ладья · c7 чёрный слон · f7 чёрная пешка · h7 белый слон · c6 чёрная пешка · e6 чёрный король · f6 чёрный конь · h6 белая ладья · e5 белый конь · h5 чёрная ладья · d4 белый ферзь · g4 белая пешка · b1 чёрный конь · c1 белый король · d1 белая ладья | f8 белый слон · a7 чёрная ладья · c7 чёрный слон · f7 чёрная пешка · h7 белый слон · c6 чёрная пешка · e6 чёрный король · f6 чёрный конь · h6 белая ладья · e5 белый конь · h5 чёрная ладья · d4 белый ферзь · g4 белая пешка · b1 чёрный конь · c1 белый король · d1 белая ладья | f8 белый слон · a7 чёрная ладья · c7 чёрный слон · f7 чёрная пешка · h7 белый слон · c6 чёрная пешка · e6 чёрный король · f6 чёрный конь · h6 белая ладья · e5 белый конь · h5 чёрная ладья · d4 белый ферзь · g4 белая пешка · b1 чёрный конь · c1 белый король · d1 белая ладья | f8 белый слон · a7 чёрная ладья · c7 чёрный слон · f7 чёрная пешка · h7 белый слон · c6 чёрная пешка · e6 чёрный король · f6 чёрный конь · h6 белая ладья · e5 белый конь · h5 чёрная ладья · d4 белый ферзь · g4 белая пешка · b1 чёрный конь · c1 белый король · d1 белая ладья | f8 белый слон · a7 чёрная ладья · c7 чёрный слон · f7 чёрная пешка · h7 белый слон · c6 чёрная пешка · e6 чёрный король · f6 чёрный конь · h6 белая ладья · e5 белый конь · h5 чёрная ладья · d4 белый ферзь · g4 белая пешка · b1 чёрный конь · c1 белый король · d1 белая ладья | f8 белый слон · a7 чёрная ладья · c7 чёрный слон · f7 чёрная пешка · h7 белый слон · c6 чёрная пешка · e6 чёрный король · f6 чёрный конь · h6 белая ладья · e5 белый конь · h5 чёрная ладья · d4 белый ферзь · g4 белая пешка · b1 чёрный конь · c1 белый король · d1 белая ладья | f8 белый слон · a7 чёрная ладья · c7 чёрный слон · f7 чёрная пешка · h7 белый слон · c6 чёрная пешка · e6 чёрный король · f6 чёрный конь · h6 белая ладья · e5 белый конь · h5 чёрная ладья · d4 белый ферзь · g4 белая пешка · b1 чёрный конь · c1 белый король · d1 белая ладья | 4 |
| 3 | f8 белый слон · a7 чёрная ладья · c7 чёрный слон · f7 чёрная пешка · h7 белый слон · c6 чёрная пешка · e6 чёрный король · f6 чёрный конь · h6 белая ладья · e5 белый конь · h5 чёрная ладья · d4 белый ферзь · g4 белая пешка · b1 чёрный конь · c1 белый король · d1 белая ладья | f8 белый слон · a7 чёрная ладья · c7 чёрный слон · f7 чёрная пешка · h7 белый слон · c6 чёрная пешка · e6 чёрный король · f6 чёрный конь · h6 белая ладья · e5 белый конь · h5 чёрная ладья · d4 белый ферзь · g4 белая пешка · b1 чёрный конь · c1 белый король · d1 белая ладья | f8 белый слон · a7 чёрная ладья · c7 чёрный слон · f7 чёрная пешка · h7 белый слон · c6 чёрная пешка · e6 чёрный король · f6 чёрный конь · h6 белая ладья · e5 белый конь · h5 чёрная ладья · d4 белый ферзь · g4 белая пешка · b1 чёрный конь · c1 белый король · d1 белая ладья | f8 белый слон · a7 чёрная ладья · c7 чёрный слон · f7 чёрная пешка · h7 белый слон · c6 чёрная пешка · e6 чёрный король · f6 чёрный конь · h6 белая ладья · e5 белый конь · h5 чёрная ладья · d4 белый ферзь · g4 белая пешка · b1 чёрный конь · c1 белый король · d1 белая ладья | f8 белый слон · a7 чёрная ладья · c7 чёрный слон · f7 чёрная пешка · h7 белый слон · c6 чёрная пешка · e6 чёрный король · f6 чёрный конь · h6 белая ладья · e5 белый конь · h5 чёрная ладья · d4 белый ферзь · g4 белая пешка · b1 чёрный конь · c1 белый король · d1 белая ладья | f8 белый слон · a7 чёрная ладья · c7 чёрный слон · f7 чёрная пешка · h7 белый слон · c6 чёрная пешка · e6 чёрный король · f6 чёрный конь · h6 белая ладья · e5 белый конь · h5 чёрная ладья · d4 белый ферзь · g4 белая пешка · b1 чёрный конь · c1 белый король · d1 белая ладья | f8 белый слон · a7 чёрная ладья · c7 чёрный слон · f7 чёрная пешка · h7 белый слон · c6 чёрная пешка · e6 чёрный король · f6 чёрный конь · h6 белая ладья · e5 белый конь · h5 чёрная ладья · d4 белый ферзь · g4 белая пешка · b1 чёрный конь · c1 белый король · d1 белая ладья | f8 белый слон · a7 чёрная ладья · c7 чёрный слон · f7 чёрная пешка · h7 белый слон · c6 чёрная пешка · e6 чёрный король · f6 чёрный конь · h6 белая ладья · e5 белый конь · h5 чёрная ладья · d4 белый ферзь · g4 белая пешка · b1 чёрный конь · c1 белый король · d1 белая ладья | 3 |
| 2 | f8 белый слон · a7 чёрная ладья · c7 чёрный слон · f7 чёрная пешка · h7 белый слон · c6 чёрная пешка · e6 чёрный король · f6 чёрный конь · h6 белая ладья · e5 белый конь · h5 чёрная ладья · d4 белый ферзь · g4 белая пешка · b1 чёрный конь · c1 белый король · d1 белая ладья | f8 белый слон · a7 чёрная ладья · c7 чёрный слон · f7 чёрная пешка · h7 белый слон · c6 чёрная пешка · e6 чёрный король · f6 чёрный конь · h6 белая ладья · e5 белый конь · h5 чёрная ладья · d4 белый ферзь · g4 белая пешка · b1 чёрный конь · c1 белый король · d1 белая ладья | f8 белый слон · a7 чёрная ладья · c7 чёрный слон · f7 чёрная пешка · h7 белый слон · c6 чёрная пешка · e6 чёрный король · f6 чёрный конь · h6 белая ладья · e5 белый конь · h5 чёрная ладья · d4 белый ферзь · g4 белая пешка · b1 чёрный конь · c1 белый король · d1 белая ладья | f8 белый слон · a7 чёрная ладья · c7 чёрный слон · f7 чёрная пешка · h7 белый слон · c6 чёрная пешка · e6 чёрный король · f6 чёрный конь · h6 белая ладья · e5 белый конь · h5 чёрная ладья · d4 белый ферзь · g4 белая пешка · b1 чёрный конь · c1 белый король · d1 белая ладья | f8 белый слон · a7 чёрная ладья · c7 чёрный слон · f7 чёрная пешка · h7 белый слон · c6 чёрная пешка · e6 чёрный король · f6 чёрный конь · h6 белая ладья · e5 белый конь · h5 чёрная ладья · d4 белый ферзь · g4 белая пешка · b1 чёрный конь · c1 белый король · d1 белая ладья | f8 белый слон · a7 чёрная ладья · c7 чёрный слон · f7 чёрная пешка · h7 белый слон · c6 чёрная пешка · e6 чёрный король · f6 чёрный конь · h6 белая ладья · e5 белый конь · h5 чёрная ладья · d4 белый ферзь · g4 белая пешка · b1 чёрный конь · c1 белый король · d1 белая ладья | f8 белый слон · a7 чёрная ладья · c7 чёрный слон · f7 чёрная пешка · h7 белый слон · c6 чёрная пешка · e6 чёрный король · f6 чёрный конь · h6 белая ладья · e5 белый конь · h5 чёрная ладья · d4 белый ферзь · g4 белая пешка · b1 чёрный конь · c1 белый король · d1 белая ладья | f8 белый слон · a7 чёрная ладья · c7 чёрный слон · f7 чёрная пешка · h7 белый слон · c6 чёрная пешка · e6 чёрный король · f6 чёрный конь · h6 белая ладья · e5 белый конь · h5 чёрная ладья · d4 белый ферзь · g4 белая пешка · b1 чёрный конь · c1 белый король · d1 белая ладья | 2 |
| 1 | f8 белый слон · a7 чёрная ладья · c7 чёрный слон · f7 чёрная пешка · h7 белый слон · c6 чёрная пешка · e6 чёрный король · f6 чёрный конь · h6 белая ладья · e5 белый конь · h5 чёрная ладья · d4 белый ферзь · g4 белая пешка · b1 чёрный конь · c1 белый король · d1 белая ладья | f8 белый слон · a7 чёрная ладья · c7 чёрный слон · f7 чёрная пешка · h7 белый слон · c6 чёрная пешка · e6 чёрный король · f6 чёрный конь · h6 белая ладья · e5 белый конь · h5 чёрная ладья · d4 белый ферзь · g4 белая пешка · b1 чёрный конь · c1 белый король · d1 белая ладья | f8 белый слон · a7 чёрная ладья · c7 чёрный слон · f7 чёрная пешка · h7 белый слон · c6 чёрная пешка · e6 чёрный король · f6 чёрный конь · h6 белая ладья · e5 белый конь · h5 чёрная ладья · d4 белый ферзь · g4 белая пешка · b1 чёрный конь · c1 белый король · d1 белая ладья | f8 белый слон · a7 чёрная ладья · c7 чёрный слон · f7 чёрная пешка · h7 белый слон · c6 чёрная пешка · e6 чёрный король · f6 чёрный конь · h6 белая ладья · e5 белый конь · h5 чёрная ладья · d4 белый ферзь · g4 белая пешка · b1 чёрный конь · c1 белый король · d1 белая ладья | f8 белый слон · a7 чёрная ладья · c7 чёрный слон · f7 чёрная пешка · h7 белый слон · c6 чёрная пешка · e6 чёрный король · f6 чёрный конь · h6 белая ладья · e5 белый конь · h5 чёрная ладья · d4 белый ферзь · g4 белая пешка · b1 чёрный конь · c1 белый король · d1 белая ладья | f8 белый слон · a7 чёрная ладья · c7 чёрный слон · f7 чёрная пешка · h7 белый слон · c6 чёрная пешка · e6 чёрный король · f6 чёрный конь · h6 белая ладья · e5 белый конь · h5 чёрная ладья · d4 белый ферзь · g4 белая пешка · b1 чёрный конь · c1 белый король · d1 белая ладья | f8 белый слон · a7 чёрная ладья · c7 чёрный слон · f7 чёрная пешка · h7 белый слон · c6 чёрная пешка · e6 чёрный король · f6 чёрный конь · h6 белая ладья · e5 белый конь · h5 чёрная ладья · d4 белый ферзь · g4 белая пешка · b1 чёрный конь · c1 белый король · d1 белая ладья | f8 белый слон · a7 чёрная ладья · c7 чёрный слон · f7 чёрная пешка · h7 белый слон · c6 чёрная пешка · e6 чёрный король · f6 чёрный конь · h6 белая ладья · e5 белый конь · h5 чёрная ладья · d4 белый ферзь · g4 белая пешка · b1 чёрный конь · c1 белый король · d1 белая ладья | 1 |
|   | a | b | c | d | e | f | g | h |   |

Иллюзорная игра:

1…Л:e5 2.Фd7#, 1…С:e5 2.Фc4#.
Ложный след:
1.Кd3? угроза 2.Л:f6#,

1…Лe5 2.Кf4#, 1…Сe5 2.Кc5# — перекрытие Гримшоу. Но 1…Лd5!
Решение:

1.Лe1! с двумя угрозами 2.Фd7# и 2.Фc4#,

1…Л:e5 2.Сf5#, 1…С:e5 2.Фd6# — самосвязывание (см. Связка).
Тема Руденко — двойная угроза одной фазы является матующими ходами (выделены шрифтом) в вариантах другой фазы, и тема Загоруйко — перемена матов в трёх фазах.
|   | a | b | c | d | e | f | g | h |   |
| - | --- | --- | --- | --- | --- | --- | --- | --- | - |
| 8 | a8 белый слон · d8 чёрный конь · f8 белый слон · a7 белый конь · a6 чёрный слон · b6 белый король · c6 чёрный конь · e6 чёрная пешка · c5 белая пешка · e5 белая пешка · a4 белая ладья · b4 чёрная пешка · c4 белая пешка · d4 чёрный король · b3 белая ладья · g3 белая пешка · d2 белый конь · e2 белая пешка | a8 белый слон · d8 чёрный конь · f8 белый слон · a7 белый конь · a6 чёрный слон · b6 белый король · c6 чёрный конь · e6 чёрная пешка · c5 белая пешка · e5 белая пешка · a4 белая ладья · b4 чёрная пешка · c4 белая пешка · d4 чёрный король · b3 белая ладья · g3 белая пешка · d2 белый конь · e2 белая пешка | a8 белый слон · d8 чёрный конь · f8 белый слон · a7 белый конь · a6 чёрный слон · b6 белый король · c6 чёрный конь · e6 чёрная пешка · c5 белая пешка · e5 белая пешка · a4 белая ладья · b4 чёрная пешка · c4 белая пешка · d4 чёрный король · b3 белая ладья · g3 белая пешка · d2 белый конь · e2 белая пешка | a8 белый слон · d8 чёрный конь · f8 белый слон · a7 белый конь · a6 чёрный слон · b6 белый король · c6 чёрный конь · e6 чёрная пешка · c5 белая пешка · e5 белая пешка · a4 белая ладья · b4 чёрная пешка · c4 белая пешка · d4 чёрный король · b3 белая ладья · g3 белая пешка · d2 белый конь · e2 белая пешка | a8 белый слон · d8 чёрный конь · f8 белый слон · a7 белый конь · a6 чёрный слон · b6 белый король · c6 чёрный конь · e6 чёрная пешка · c5 белая пешка · e5 белая пешка · a4 белая ладья · b4 чёрная пешка · c4 белая пешка · d4 чёрный король · b3 белая ладья · g3 белая пешка · d2 белый конь · e2 белая пешка | a8 белый слон · d8 чёрный конь · f8 белый слон · a7 белый конь · a6 чёрный слон · b6 белый король · c6 чёрный конь · e6 чёрная пешка · c5 белая пешка · e5 белая пешка · a4 белая ладья · b4 чёрная пешка · c4 белая пешка · d4 чёрный король · b3 белая ладья · g3 белая пешка · d2 белый конь · e2 белая пешка | a8 белый слон · d8 чёрный конь · f8 белый слон · a7 белый конь · a6 чёрный слон · b6 белый король · c6 чёрный конь · e6 чёрная пешка · c5 белая пешка · e5 белая пешка · a4 белая ладья · b4 чёрная пешка · c4 белая пешка · d4 чёрный король · b3 белая ладья · g3 белая пешка · d2 белый конь · e2 белая пешка | a8 белый слон · d8 чёрный конь · f8 белый слон · a7 белый конь · a6 чёрный слон · b6 белый король · c6 чёрный конь · e6 чёрная пешка · c5 белая пешка · e5 белая пешка · a4 белая ладья · b4 чёрная пешка · c4 белая пешка · d4 чёрный король · b3 белая ладья · g3 белая пешка · d2 белый конь · e2 белая пешка | 8 |
| 7 | a8 белый слон · d8 чёрный конь · f8 белый слон · a7 белый конь · a6 чёрный слон · b6 белый король · c6 чёрный конь · e6 чёрная пешка · c5 белая пешка · e5 белая пешка · a4 белая ладья · b4 чёрная пешка · c4 белая пешка · d4 чёрный король · b3 белая ладья · g3 белая пешка · d2 белый конь · e2 белая пешка | a8 белый слон · d8 чёрный конь · f8 белый слон · a7 белый конь · a6 чёрный слон · b6 белый король · c6 чёрный конь · e6 чёрная пешка · c5 белая пешка · e5 белая пешка · a4 белая ладья · b4 чёрная пешка · c4 белая пешка · d4 чёрный король · b3 белая ладья · g3 белая пешка · d2 белый конь · e2 белая пешка | a8 белый слон · d8 чёрный конь · f8 белый слон · a7 белый конь · a6 чёрный слон · b6 белый король · c6 чёрный конь · e6 чёрная пешка · c5 белая пешка · e5 белая пешка · a4 белая ладья · b4 чёрная пешка · c4 белая пешка · d4 чёрный король · b3 белая ладья · g3 белая пешка · d2 белый конь · e2 белая пешка | a8 белый слон · d8 чёрный конь · f8 белый слон · a7 белый конь · a6 чёрный слон · b6 белый король · c6 чёрный конь · e6 чёрная пешка · c5 белая пешка · e5 белая пешка · a4 белая ладья · b4 чёрная пешка · c4 белая пешка · d4 чёрный король · b3 белая ладья · g3 белая пешка · d2 белый конь · e2 белая пешка | a8 белый слон · d8 чёрный конь · f8 белый слон · a7 белый конь · a6 чёрный слон · b6 белый король · c6 чёрный конь · e6 чёрная пешка · c5 белая пешка · e5 белая пешка · a4 белая ладья · b4 чёрная пешка · c4 белая пешка · d4 чёрный король · b3 белая ладья · g3 белая пешка · d2 белый конь · e2 белая пешка | a8 белый слон · d8 чёрный конь · f8 белый слон · a7 белый конь · a6 чёрный слон · b6 белый король · c6 чёрный конь · e6 чёрная пешка · c5 белая пешка · e5 белая пешка · a4 белая ладья · b4 чёрная пешка · c4 белая пешка · d4 чёрный король · b3 белая ладья · g3 белая пешка · d2 белый конь · e2 белая пешка | a8 белый слон · d8 чёрный конь · f8 белый слон · a7 белый конь · a6 чёрный слон · b6 белый король · c6 чёрный конь · e6 чёрная пешка · c5 белая пешка · e5 белая пешка · a4 белая ладья · b4 чёрная пешка · c4 белая пешка · d4 чёрный король · b3 белая ладья · g3 белая пешка · d2 белый конь · e2 белая пешка | a8 белый слон · d8 чёрный конь · f8 белый слон · a7 белый конь · a6 чёрный слон · b6 белый король · c6 чёрный конь · e6 чёрная пешка · c5 белая пешка · e5 белая пешка · a4 белая ладья · b4 чёрная пешка · c4 белая пешка · d4 чёрный король · b3 белая ладья · g3 белая пешка · d2 белый конь · e2 белая пешка | 7 |
| 6 | a8 белый слон · d8 чёрный конь · f8 белый слон · a7 белый конь · a6 чёрный слон · b6 белый король · c6 чёрный конь · e6 чёрная пешка · c5 белая пешка · e5 белая пешка · a4 белая ладья · b4 чёрная пешка · c4 белая пешка · d4 чёрный король · b3 белая ладья · g3 белая пешка · d2 белый конь · e2 белая пешка | a8 белый слон · d8 чёрный конь · f8 белый слон · a7 белый конь · a6 чёрный слон · b6 белый король · c6 чёрный конь · e6 чёрная пешка · c5 белая пешка · e5 белая пешка · a4 белая ладья · b4 чёрная пешка · c4 белая пешка · d4 чёрный король · b3 белая ладья · g3 белая пешка · d2 белый конь · e2 белая пешка | a8 белый слон · d8 чёрный конь · f8 белый слон · a7 белый конь · a6 чёрный слон · b6 белый король · c6 чёрный конь · e6 чёрная пешка · c5 белая пешка · e5 белая пешка · a4 белая ладья · b4 чёрная пешка · c4 белая пешка · d4 чёрный король · b3 белая ладья · g3 белая пешка · d2 белый конь · e2 белая пешка | a8 белый слон · d8 чёрный конь · f8 белый слон · a7 белый конь · a6 чёрный слон · b6 белый король · c6 чёрный конь · e6 чёрная пешка · c5 белая пешка · e5 белая пешка · a4 белая ладья · b4 чёрная пешка · c4 белая пешка · d4 чёрный король · b3 белая ладья · g3 белая пешка · d2 белый конь · e2 белая пешка | a8 белый слон · d8 чёрный конь · f8 белый слон · a7 белый конь · a6 чёрный слон · b6 белый король · c6 чёрный конь · e6 чёрная пешка · c5 белая пешка · e5 белая пешка · a4 белая ладья · b4 чёрная пешка · c4 белая пешка · d4 чёрный король · b3 белая ладья · g3 белая пешка · d2 белый конь · e2 белая пешка | a8 белый слон · d8 чёрный конь · f8 белый слон · a7 белый конь · a6 чёрный слон · b6 белый король · c6 чёрный конь · e6 чёрная пешка · c5 белая пешка · e5 белая пешка · a4 белая ладья · b4 чёрная пешка · c4 белая пешка · d4 чёрный король · b3 белая ладья · g3 белая пешка · d2 белый конь · e2 белая пешка | a8 белый слон · d8 чёрный конь · f8 белый слон · a7 белый конь · a6 чёрный слон · b6 белый король · c6 чёрный конь · e6 чёрная пешка · c5 белая пешка · e5 белая пешка · a4 белая ладья · b4 чёрная пешка · c4 белая пешка · d4 чёрный король · b3 белая ладья · g3 белая пешка · d2 белый конь · e2 белая пешка | a8 белый слон · d8 чёрный конь · f8 белый слон · a7 белый конь · a6 чёрный слон · b6 белый король · c6 чёрный конь · e6 чёрная пешка · c5 белая пешка · e5 белая пешка · a4 белая ладья · b4 чёрная пешка · c4 белая пешка · d4 чёрный король · b3 белая ладья · g3 белая пешка · d2 белый конь · e2 белая пешка | 6 |
| 5 | a8 белый слон · d8 чёрный конь · f8 белый слон · a7 белый конь · a6 чёрный слон · b6 белый король · c6 чёрный конь · e6 чёрная пешка · c5 белая пешка · e5 белая пешка · a4 белая ладья · b4 чёрная пешка · c4 белая пешка · d4 чёрный король · b3 белая ладья · g3 белая пешка · d2 белый конь · e2 белая пешка | a8 белый слон · d8 чёрный конь · f8 белый слон · a7 белый конь · a6 чёрный слон · b6 белый король · c6 чёрный конь · e6 чёрная пешка · c5 белая пешка · e5 белая пешка · a4 белая ладья · b4 чёрная пешка · c4 белая пешка · d4 чёрный король · b3 белая ладья · g3 белая пешка · d2 белый конь · e2 белая пешка | a8 белый слон · d8 чёрный конь · f8 белый слон · a7 белый конь · a6 чёрный слон · b6 белый король · c6 чёрный конь · e6 чёрная пешка · c5 белая пешка · e5 белая пешка · a4 белая ладья · b4 чёрная пешка · c4 белая пешка · d4 чёрный король · b3 белая ладья · g3 белая пешка · d2 белый конь · e2 белая пешка | a8 белый слон · d8 чёрный конь · f8 белый слон · a7 белый конь · a6 чёрный слон · b6 белый король · c6 чёрный конь · e6 чёрная пешка · c5 белая пешка · e5 белая пешка · a4 белая ладья · b4 чёрная пешка · c4 белая пешка · d4 чёрный король · b3 белая ладья · g3 белая пешка · d2 белый конь · e2 белая пешка | a8 белый слон · d8 чёрный конь · f8 белый слон · a7 белый конь · a6 чёрный слон · b6 белый король · c6 чёрный конь · e6 чёрная пешка · c5 белая пешка · e5 белая пешка · a4 белая ладья · b4 чёрная пешка · c4 белая пешка · d4 чёрный король · b3 белая ладья · g3 белая пешка · d2 белый конь · e2 белая пешка | a8 белый слон · d8 чёрный конь · f8 белый слон · a7 белый конь · a6 чёрный слон · b6 белый король · c6 чёрный конь · e6 чёрная пешка · c5 белая пешка · e5 белая пешка · a4 белая ладья · b4 чёрная пешка · c4 белая пешка · d4 чёрный король · b3 белая ладья · g3 белая пешка · d2 белый конь · e2 белая пешка | a8 белый слон · d8 чёрный конь · f8 белый слон · a7 белый конь · a6 чёрный слон · b6 белый король · c6 чёрный конь · e6 чёрная пешка · c5 белая пешка · e5 белая пешка · a4 белая ладья · b4 чёрная пешка · c4 белая пешка · d4 чёрный король · b3 белая ладья · g3 белая пешка · d2 белый конь · e2 белая пешка | a8 белый слон · d8 чёрный конь · f8 белый слон · a7 белый конь · a6 чёрный слон · b6 белый король · c6 чёрный конь · e6 чёрная пешка · c5 белая пешка · e5 белая пешка · a4 белая ладья · b4 чёрная пешка · c4 белая пешка · d4 чёрный король · b3 белая ладья · g3 белая пешка · d2 белый конь · e2 белая пешка | 5 |
| 4 | a8 белый слон · d8 чёрный конь · f8 белый слон · a7 белый конь · a6 чёрный слон · b6 белый король · c6 чёрный конь · e6 чёрная пешка · c5 белая пешка · e5 белая пешка · a4 белая ладья · b4 чёрная пешка · c4 белая пешка · d4 чёрный король · b3 белая ладья · g3 белая пешка · d2 белый конь · e2 белая пешка | a8 белый слон · d8 чёрный конь · f8 белый слон · a7 белый конь · a6 чёрный слон · b6 белый король · c6 чёрный конь · e6 чёрная пешка · c5 белая пешка · e5 белая пешка · a4 белая ладья · b4 чёрная пешка · c4 белая пешка · d4 чёрный король · b3 белая ладья · g3 белая пешка · d2 белый конь · e2 белая пешка | a8 белый слон · d8 чёрный конь · f8 белый слон · a7 белый конь · a6 чёрный слон · b6 белый король · c6 чёрный конь · e6 чёрная пешка · c5 белая пешка · e5 белая пешка · a4 белая ладья · b4 чёрная пешка · c4 белая пешка · d4 чёрный король · b3 белая ладья · g3 белая пешка · d2 белый конь · e2 белая пешка | a8 белый слон · d8 чёрный конь · f8 белый слон · a7 белый конь · a6 чёрный слон · b6 белый король · c6 чёрный конь · e6 чёрная пешка · c5 белая пешка · e5 белая пешка · a4 белая ладья · b4 чёрная пешка · c4 белая пешка · d4 чёрный король · b3 белая ладья · g3 белая пешка · d2 белый конь · e2 белая пешка | a8 белый слон · d8 чёрный конь · f8 белый слон · a7 белый конь · a6 чёрный слон · b6 белый король · c6 чёрный конь · e6 чёрная пешка · c5 белая пешка · e5 белая пешка · a4 белая ладья · b4 чёрная пешка · c4 белая пешка · d4 чёрный король · b3 белая ладья · g3 белая пешка · d2 белый конь · e2 белая пешка | a8 белый слон · d8 чёрный конь · f8 белый слон · a7 белый конь · a6 чёрный слон · b6 белый король · c6 чёрный конь · e6 чёрная пешка · c5 белая пешка · e5 белая пешка · a4 белая ладья · b4 чёрная пешка · c4 белая пешка · d4 чёрный король · b3 белая ладья · g3 белая пешка · d2 белый конь · e2 белая пешка | a8 белый слон · d8 чёрный конь · f8 белый слон · a7 белый конь · a6 чёрный слон · b6 белый король · c6 чёрный конь · e6 чёрная пешка · c5 белая пешка · e5 белая пешка · a4 белая ладья · b4 чёрная пешка · c4 белая пешка · d4 чёрный король · b3 белая ладья · g3 белая пешка · d2 белый конь · e2 белая пешка | a8 белый слон · d8 чёрный конь · f8 белый слон · a7 белый конь · a6 чёрный слон · b6 белый король · c6 чёрный конь · e6 чёрная пешка · c5 белая пешка · e5 белая пешка · a4 белая ладья · b4 чёрная пешка · c4 белая пешка · d4 чёрный король · b3 белая ладья · g3 белая пешка · d2 белый конь · e2 белая пешка | 4 |
| 3 | a8 белый слон · d8 чёрный конь · f8 белый слон · a7 белый конь · a6 чёрный слон · b6 белый король · c6 чёрный конь · e6 чёрная пешка · c5 белая пешка · e5 белая пешка · a4 белая ладья · b4 чёрная пешка · c4 белая пешка · d4 чёрный король · b3 белая ладья · g3 белая пешка · d2 белый конь · e2 белая пешка | a8 белый слон · d8 чёрный конь · f8 белый слон · a7 белый конь · a6 чёрный слон · b6 белый король · c6 чёрный конь · e6 чёрная пешка · c5 белая пешка · e5 белая пешка · a4 белая ладья · b4 чёрная пешка · c4 белая пешка · d4 чёрный король · b3 белая ладья · g3 белая пешка · d2 белый конь · e2 белая пешка | a8 белый слон · d8 чёрный конь · f8 белый слон · a7 белый конь · a6 чёрный слон · b6 белый король · c6 чёрный конь · e6 чёрная пешка · c5 белая пешка · e5 белая пешка · a4 белая ладья · b4 чёрная пешка · c4 белая пешка · d4 чёрный король · b3 белая ладья · g3 белая пешка · d2 белый конь · e2 белая пешка | a8 белый слон · d8 чёрный конь · f8 белый слон · a7 белый конь · a6 чёрный слон · b6 белый король · c6 чёрный конь · e6 чёрная пешка · c5 белая пешка · e5 белая пешка · a4 белая ладья · b4 чёрная пешка · c4 белая пешка · d4 чёрный король · b3 белая ладья · g3 белая пешка · d2 белый конь · e2 белая пешка | a8 белый слон · d8 чёрный конь · f8 белый слон · a7 белый конь · a6 чёрный слон · b6 белый король · c6 чёрный конь · e6 чёрная пешка · c5 белая пешка · e5 белая пешка · a4 белая ладья · b4 чёрная пешка · c4 белая пешка · d4 чёрный король · b3 белая ладья · g3 белая пешка · d2 белый конь · e2 белая пешка | a8 белый слон · d8 чёрный конь · f8 белый слон · a7 белый конь · a6 чёрный слон · b6 белый король · c6 чёрный конь · e6 чёрная пешка · c5 белая пешка · e5 белая пешка · a4 белая ладья · b4 чёрная пешка · c4 белая пешка · d4 чёрный король · b3 белая ладья · g3 белая пешка · d2 белый конь · e2 белая пешка | a8 белый слон · d8 чёрный конь · f8 белый слон · a7 белый конь · a6 чёрный слон · b6 белый король · c6 чёрный конь · e6 чёрная пешка · c5 белая пешка · e5 белая пешка · a4 белая ладья · b4 чёрная пешка · c4 белая пешка · d4 чёрный король · b3 белая ладья · g3 белая пешка · d2 белый конь · e2 белая пешка | a8 белый слон · d8 чёрный конь · f8 белый слон · a7 белый конь · a6 чёрный слон · b6 белый король · c6 чёрный конь · e6 чёрная пешка · c5 белая пешка · e5 белая пешка · a4 белая ладья · b4 чёрная пешка · c4 белая пешка · d4 чёрный король · b3 белая ладья · g3 белая пешка · d2 белый конь · e2 белая пешка | 3 |
| 2 | a8 белый слон · d8 чёрный конь · f8 белый слон · a7 белый конь · a6 чёрный слон · b6 белый король · c6 чёрный конь · e6 чёрная пешка · c5 белая пешка · e5 белая пешка · a4 белая ладья · b4 чёрная пешка · c4 белая пешка · d4 чёрный король · b3 белая ладья · g3 белая пешка · d2 белый конь · e2 белая пешка | a8 белый слон · d8 чёрный конь · f8 белый слон · a7 белый конь · a6 чёрный слон · b6 белый король · c6 чёрный конь · e6 чёрная пешка · c5 белая пешка · e5 белая пешка · a4 белая ладья · b4 чёрная пешка · c4 белая пешка · d4 чёрный король · b3 белая ладья · g3 белая пешка · d2 белый конь · e2 белая пешка | a8 белый слон · d8 чёрный конь · f8 белый слон · a7 белый конь · a6 чёрный слон · b6 белый король · c6 чёрный конь · e6 чёрная пешка · c5 белая пешка · e5 белая пешка · a4 белая ладья · b4 чёрная пешка · c4 белая пешка · d4 чёрный король · b3 белая ладья · g3 белая пешка · d2 белый конь · e2 белая пешка | a8 белый слон · d8 чёрный конь · f8 белый слон · a7 белый конь · a6 чёрный слон · b6 белый король · c6 чёрный конь · e6 чёрная пешка · c5 белая пешка · e5 белая пешка · a4 белая ладья · b4 чёрная пешка · c4 белая пешка · d4 чёрный король · b3 белая ладья · g3 белая пешка · d2 белый конь · e2 белая пешка | a8 белый слон · d8 чёрный конь · f8 белый слон · a7 белый конь · a6 чёрный слон · b6 белый король · c6 чёрный конь · e6 чёрная пешка · c5 белая пешка · e5 белая пешка · a4 белая ладья · b4 чёрная пешка · c4 белая пешка · d4 чёрный король · b3 белая ладья · g3 белая пешка · d2 белый конь · e2 белая пешка | a8 белый слон · d8 чёрный конь · f8 белый слон · a7 белый конь · a6 чёрный слон · b6 белый король · c6 чёрный конь · e6 чёрная пешка · c5 белая пешка · e5 белая пешка · a4 белая ладья · b4 чёрная пешка · c4 белая пешка · d4 чёрный король · b3 белая ладья · g3 белая пешка · d2 белый конь · e2 белая пешка | a8 белый слон · d8 чёрный конь · f8 белый слон · a7 белый конь · a6 чёрный слон · b6 белый король · c6 чёрный конь · e6 чёрная пешка · c5 белая пешка · e5 белая пешка · a4 белая ладья · b4 чёрная пешка · c4 белая пешка · d4 чёрный король · b3 белая ладья · g3 белая пешка · d2 белый конь · e2 белая пешка | a8 белый слон · d8 чёрный конь · f8 белый слон · a7 белый конь · a6 чёрный слон · b6 белый король · c6 чёрный конь · e6 чёрная пешка · c5 белая пешка · e5 белая пешка · a4 белая ладья · b4 чёрная пешка · c4 белая пешка · d4 чёрный король · b3 белая ладья · g3 белая пешка · d2 белый конь · e2 белая пешка | 2 |
| 1 | a8 белый слон · d8 чёрный конь · f8 белый слон · a7 белый конь · a6 чёрный слон · b6 белый король · c6 чёрный конь · e6 чёрная пешка · c5 белая пешка · e5 белая пешка · a4 белая ладья · b4 чёрная пешка · c4 белая пешка · d4 чёрный король · b3 белая ладья · g3 белая пешка · d2 белый конь · e2 белая пешка | a8 белый слон · d8 чёрный конь · f8 белый слон · a7 белый конь · a6 чёрный слон · b6 белый король · c6 чёрный конь · e6 чёрная пешка · c5 белая пешка · e5 белая пешка · a4 белая ладья · b4 чёрная пешка · c4 белая пешка · d4 чёрный король · b3 белая ладья · g3 белая пешка · d2 белый конь · e2 белая пешка | a8 белый слон · d8 чёрный конь · f8 белый слон · a7 белый конь · a6 чёрный слон · b6 белый король · c6 чёрный конь · e6 чёрная пешка · c5 белая пешка · e5 белая пешка · a4 белая ладья · b4 чёрная пешка · c4 белая пешка · d4 чёрный король · b3 белая ладья · g3 белая пешка · d2 белый конь · e2 белая пешка | a8 белый слон · d8 чёрный конь · f8 белый слон · a7 белый конь · a6 чёрный слон · b6 белый король · c6 чёрный конь · e6 чёрная пешка · c5 белая пешка · e5 белая пешка · a4 белая ладья · b4 чёрная пешка · c4 белая пешка · d4 чёрный король · b3 белая ладья · g3 белая пешка · d2 белый конь · e2 белая пешка | a8 белый слон · d8 чёрный конь · f8 белый слон · a7 белый конь · a6 чёрный слон · b6 белый король · c6 чёрный конь · e6 чёрная пешка · c5 белая пешка · e5 белая пешка · a4 белая ладья · b4 чёрная пешка · c4 белая пешка · d4 чёрный король · b3 белая ладья · g3 белая пешка · d2 белый конь · e2 белая пешка | a8 белый слон · d8 чёрный конь · f8 белый слон · a7 белый конь · a6 чёрный слон · b6 белый король · c6 чёрный конь · e6 чёрная пешка · c5 белая пешка · e5 белая пешка · a4 белая ладья · b4 чёрная пешка · c4 белая пешка · d4 чёрный король · b3 белая ладья · g3 белая пешка · d2 белый конь · e2 белая пешка | a8 белый слон · d8 чёрный конь · f8 белый слон · a7 белый конь · a6 чёрный слон · b6 белый король · c6 чёрный конь · e6 чёрная пешка · c5 белая пешка · e5 белая пешка · a4 белая ладья · b4 чёрная пешка · c4 белая пешка · d4 чёрный король · b3 белая ладья · g3 белая пешка · d2 белый конь · e2 белая пешка | a8 белый слон · d8 чёрный конь · f8 белый слон · a7 белый конь · a6 чёрный слон · b6 белый король · c6 чёрный конь · e6 чёрная пешка · c5 белая пешка · e5 белая пешка · a4 белая ладья · b4 чёрная пешка · c4 белая пешка · d4 чёрный король · b3 белая ладья · g3 белая пешка · d2 белый конь · e2 белая пешка | 1 |
|   | a | b | c | d | e | f | g | h |   |

Решение: 

1.e4! цугцванг.

1…Кc ~ 2.Кf3+ Кр:c4 3.Лa:b4#, поэтому 1…К:e5! 2.Сg7 цугцванг,

2…С ~ 3.Кb5# или 2… С:c4! 3.Кf3#; 

1…С ~ 2.Кb5+ Кр:e5 3.Сg7#, поэтому 2…С:c4! 2.Лa:b4 цугцванг,

2…Кc ~ 3.Кf3# или 2…К:e5! 3.Кb5#. 

Последовательная чёрная коррекция (см. Коррекции тема) в двух вариантах, отвечающая по содержанию теме Виссермана.
|   | a | b | c | d | e | f | g | h |   |
| - | --- | --- | --- | --- | --- | --- | --- | --- | - |
| 8 | b8 белый слон · e8 белый король · f7 чёрная пешка · a6 белый ферзь · b6 белый конь · c6 чёрный король · e6 чёрная пешка · e2 чёрный конь · f2 чёрная ладья | b8 белый слон · e8 белый король · f7 чёрная пешка · a6 белый ферзь · b6 белый конь · c6 чёрный король · e6 чёрная пешка · e2 чёрный конь · f2 чёрная ладья | b8 белый слон · e8 белый король · f7 чёрная пешка · a6 белый ферзь · b6 белый конь · c6 чёрный король · e6 чёрная пешка · e2 чёрный конь · f2 чёрная ладья | b8 белый слон · e8 белый король · f7 чёрная пешка · a6 белый ферзь · b6 белый конь · c6 чёрный король · e6 чёрная пешка · e2 чёрный конь · f2 чёрная ладья | b8 белый слон · e8 белый король · f7 чёрная пешка · a6 белый ферзь · b6 белый конь · c6 чёрный король · e6 чёрная пешка · e2 чёрный конь · f2 чёрная ладья | b8 белый слон · e8 белый король · f7 чёрная пешка · a6 белый ферзь · b6 белый конь · c6 чёрный король · e6 чёрная пешка · e2 чёрный конь · f2 чёрная ладья | b8 белый слон · e8 белый король · f7 чёрная пешка · a6 белый ферзь · b6 белый конь · c6 чёрный король · e6 чёрная пешка · e2 чёрный конь · f2 чёрная ладья | b8 белый слон · e8 белый король · f7 чёрная пешка · a6 белый ферзь · b6 белый конь · c6 чёрный король · e6 чёрная пешка · e2 чёрный конь · f2 чёрная ладья | 8 |
| 7 | b8 белый слон · e8 белый король · f7 чёрная пешка · a6 белый ферзь · b6 белый конь · c6 чёрный король · e6 чёрная пешка · e2 чёрный конь · f2 чёрная ладья | b8 белый слон · e8 белый король · f7 чёрная пешка · a6 белый ферзь · b6 белый конь · c6 чёрный король · e6 чёрная пешка · e2 чёрный конь · f2 чёрная ладья | b8 белый слон · e8 белый король · f7 чёрная пешка · a6 белый ферзь · b6 белый конь · c6 чёрный король · e6 чёрная пешка · e2 чёрный конь · f2 чёрная ладья | b8 белый слон · e8 белый король · f7 чёрная пешка · a6 белый ферзь · b6 белый конь · c6 чёрный король · e6 чёрная пешка · e2 чёрный конь · f2 чёрная ладья | b8 белый слон · e8 белый король · f7 чёрная пешка · a6 белый ферзь · b6 белый конь · c6 чёрный король · e6 чёрная пешка · e2 чёрный конь · f2 чёрная ладья | b8 белый слон · e8 белый король · f7 чёрная пешка · a6 белый ферзь · b6 белый конь · c6 чёрный король · e6 чёрная пешка · e2 чёрный конь · f2 чёрная ладья | b8 белый слон · e8 белый король · f7 чёрная пешка · a6 белый ферзь · b6 белый конь · c6 чёрный король · e6 чёрная пешка · e2 чёрный конь · f2 чёрная ладья | b8 белый слон · e8 белый король · f7 чёрная пешка · a6 белый ферзь · b6 белый конь · c6 чёрный король · e6 чёрная пешка · e2 чёрный конь · f2 чёрная ладья | 7 |
| 6 | b8 белый слон · e8 белый король · f7 чёрная пешка · a6 белый ферзь · b6 белый конь · c6 чёрный король · e6 чёрная пешка · e2 чёрный конь · f2 чёрная ладья | b8 белый слон · e8 белый король · f7 чёрная пешка · a6 белый ферзь · b6 белый конь · c6 чёрный король · e6 чёрная пешка · e2 чёрный конь · f2 чёрная ладья | b8 белый слон · e8 белый король · f7 чёрная пешка · a6 белый ферзь · b6 белый конь · c6 чёрный король · e6 чёрная пешка · e2 чёрный конь · f2 чёрная ладья | b8 белый слон · e8 белый король · f7 чёрная пешка · a6 белый ферзь · b6 белый конь · c6 чёрный король · e6 чёрная пешка · e2 чёрный конь · f2 чёрная ладья | b8 белый слон · e8 белый король · f7 чёрная пешка · a6 белый ферзь · b6 белый конь · c6 чёрный король · e6 чёрная пешка · e2 чёрный конь · f2 чёрная ладья | b8 белый слон · e8 белый король · f7 чёрная пешка · a6 белый ферзь · b6 белый конь · c6 чёрный король · e6 чёрная пешка · e2 чёрный конь · f2 чёрная ладья | b8 белый слон · e8 белый король · f7 чёрная пешка · a6 белый ферзь · b6 белый конь · c6 чёрный король · e6 чёрная пешка · e2 чёрный конь · f2 чёрная ладья | b8 белый слон · e8 белый король · f7 чёрная пешка · a6 белый ферзь · b6 белый конь · c6 чёрный король · e6 чёрная пешка · e2 чёрный конь · f2 чёрная ладья | 6 |
| 5 | b8 белый слон · e8 белый король · f7 чёрная пешка · a6 белый ферзь · b6 белый конь · c6 чёрный король · e6 чёрная пешка · e2 чёрный конь · f2 чёрная ладья | b8 белый слон · e8 белый король · f7 чёрная пешка · a6 белый ферзь · b6 белый конь · c6 чёрный король · e6 чёрная пешка · e2 чёрный конь · f2 чёрная ладья | b8 белый слон · e8 белый король · f7 чёрная пешка · a6 белый ферзь · b6 белый конь · c6 чёрный король · e6 чёрная пешка · e2 чёрный конь · f2 чёрная ладья | b8 белый слон · e8 белый король · f7 чёрная пешка · a6 белый ферзь · b6 белый конь · c6 чёрный король · e6 чёрная пешка · e2 чёрный конь · f2 чёрная ладья | b8 белый слон · e8 белый король · f7 чёрная пешка · a6 белый ферзь · b6 белый конь · c6 чёрный король · e6 чёрная пешка · e2 чёрный конь · f2 чёрная ладья | b8 белый слон · e8 белый король · f7 чёрная пешка · a6 белый ферзь · b6 белый конь · c6 чёрный король · e6 чёрная пешка · e2 чёрный конь · f2 чёрная ладья | b8 белый слон · e8 белый король · f7 чёрная пешка · a6 белый ферзь · b6 белый конь · c6 чёрный король · e6 чёрная пешка · e2 чёрный конь · f2 чёрная ладья | b8 белый слон · e8 белый король · f7 чёрная пешка · a6 белый ферзь · b6 белый конь · c6 чёрный король · e6 чёрная пешка · e2 чёрный конь · f2 чёрная ладья | 5 |
| 4 | b8 белый слон · e8 белый король · f7 чёрная пешка · a6 белый ферзь · b6 белый конь · c6 чёрный король · e6 чёрная пешка · e2 чёрный конь · f2 чёрная ладья | b8 белый слон · e8 белый король · f7 чёрная пешка · a6 белый ферзь · b6 белый конь · c6 чёрный король · e6 чёрная пешка · e2 чёрный конь · f2 чёрная ладья | b8 белый слон · e8 белый король · f7 чёрная пешка · a6 белый ферзь · b6 белый конь · c6 чёрный король · e6 чёрная пешка · e2 чёрный конь · f2 чёрная ладья | b8 белый слон · e8 белый король · f7 чёрная пешка · a6 белый ферзь · b6 белый конь · c6 чёрный король · e6 чёрная пешка · e2 чёрный конь · f2 чёрная ладья | b8 белый слон · e8 белый король · f7 чёрная пешка · a6 белый ферзь · b6 белый конь · c6 чёрный король · e6 чёрная пешка · e2 чёрный конь · f2 чёрная ладья | b8 белый слон · e8 белый король · f7 чёрная пешка · a6 белый ферзь · b6 белый конь · c6 чёрный король · e6 чёрная пешка · e2 чёрный конь · f2 чёрная ладья | b8 белый слон · e8 белый король · f7 чёрная пешка · a6 белый ферзь · b6 белый конь · c6 чёрный король · e6 чёрная пешка · e2 чёрный конь · f2 чёрная ладья | b8 белый слон · e8 белый король · f7 чёрная пешка · a6 белый ферзь · b6 белый конь · c6 чёрный король · e6 чёрная пешка · e2 чёрный конь · f2 чёрная ладья | 4 |
| 3 | b8 белый слон · e8 белый король · f7 чёрная пешка · a6 белый ферзь · b6 белый конь · c6 чёрный король · e6 чёрная пешка · e2 чёрный конь · f2 чёрная ладья | b8 белый слон · e8 белый король · f7 чёрная пешка · a6 белый ферзь · b6 белый конь · c6 чёрный король · e6 чёрная пешка · e2 чёрный конь · f2 чёрная ладья | b8 белый слон · e8 белый король · f7 чёрная пешка · a6 белый ферзь · b6 белый конь · c6 чёрный король · e6 чёрная пешка · e2 чёрный конь · f2 чёрная ладья | b8 белый слон · e8 белый король · f7 чёрная пешка · a6 белый ферзь · b6 белый конь · c6 чёрный король · e6 чёрная пешка · e2 чёрный конь · f2 чёрная ладья | b8 белый слон · e8 белый король · f7 чёрная пешка · a6 белый ферзь · b6 белый конь · c6 чёрный король · e6 чёрная пешка · e2 чёрный конь · f2 чёрная ладья | b8 белый слон · e8 белый король · f7 чёрная пешка · a6 белый ферзь · b6 белый конь · c6 чёрный король · e6 чёрная пешка · e2 чёрный конь · f2 чёрная ладья | b8 белый слон · e8 белый король · f7 чёрная пешка · a6 белый ферзь · b6 белый конь · c6 чёрный король · e6 чёрная пешка · e2 чёрный конь · f2 чёрная ладья | b8 белый слон · e8 белый король · f7 чёрная пешка · a6 белый ферзь · b6 белый конь · c6 чёрный король · e6 чёрная пешка · e2 чёрный конь · f2 чёрная ладья | 3 |
| 2 | b8 белый слон · e8 белый король · f7 чёрная пешка · a6 белый ферзь · b6 белый конь · c6 чёрный король · e6 чёрная пешка · e2 чёрный конь · f2 чёрная ладья | b8 белый слон · e8 белый король · f7 чёрная пешка · a6 белый ферзь · b6 белый конь · c6 чёрный король · e6 чёрная пешка · e2 чёрный конь · f2 чёрная ладья | b8 белый слон · e8 белый король · f7 чёрная пешка · a6 белый ферзь · b6 белый конь · c6 чёрный король · e6 чёрная пешка · e2 чёрный конь · f2 чёрная ладья | b8 белый слон · e8 белый король · f7 чёрная пешка · a6 белый ферзь · b6 белый конь · c6 чёрный король · e6 чёрная пешка · e2 чёрный конь · f2 чёрная ладья | b8 белый слон · e8 белый король · f7 чёрная пешка · a6 белый ферзь · b6 белый конь · c6 чёрный король · e6 чёрная пешка · e2 чёрный конь · f2 чёрная ладья | b8 белый слон · e8 белый король · f7 чёрная пешка · a6 белый ферзь · b6 белый конь · c6 чёрный король · e6 чёрная пешка · e2 чёрный конь · f2 чёрная ладья | b8 белый слон · e8 белый король · f7 чёрная пешка · a6 белый ферзь · b6 белый конь · c6 чёрный король · e6 чёрная пешка · e2 чёрный конь · f2 чёрная ладья | b8 белый слон · e8 белый король · f7 чёрная пешка · a6 белый ферзь · b6 белый конь · c6 чёрный король · e6 чёрная пешка · e2 чёрный конь · f2 чёрная ладья | 2 |
| 1 | b8 белый слон · e8 белый король · f7 чёрная пешка · a6 белый ферзь · b6 белый конь · c6 чёрный король · e6 чёрная пешка · e2 чёрный конь · f2 чёрная ладья | b8 белый слон · e8 белый король · f7 чёрная пешка · a6 белый ферзь · b6 белый конь · c6 чёрный король · e6 чёрная пешка · e2 чёрный конь · f2 чёрная ладья | b8 белый слон · e8 белый король · f7 чёрная пешка · a6 белый ферзь · b6 белый конь · c6 чёрный король · e6 чёрная пешка · e2 чёрный конь · f2 чёрная ладья | b8 белый слон · e8 белый король · f7 чёрная пешка · a6 белый ферзь · b6 белый конь · c6 чёрный король · e6 чёрная пешка · e2 чёрный конь · f2 чёрная ладья | b8 белый слон · e8 белый король · f7 чёрная пешка · a6 белый ферзь · b6 белый конь · c6 чёрный король · e6 чёрная пешка · e2 чёрный конь · f2 чёрная ладья | b8 белый слон · e8 белый король · f7 чёрная пешка · a6 белый ферзь · b6 белый конь · c6 чёрный король · e6 чёрная пешка · e2 чёрный конь · f2 чёрная ладья | b8 белый слон · e8 белый король · f7 чёрная пешка · a6 белый ферзь · b6 белый конь · c6 чёрный король · e6 чёрная пешка · e2 чёрный конь · f2 чёрная ладья | b8 белый слон · e8 белый король · f7 чёрная пешка · a6 белый ферзь · b6 белый конь · c6 чёрный король · e6 чёрная пешка · e2 чёрный конь · f2 чёрная ладья | 1 |
|   | a | b | c | d | e | f | g | h |   |

Решение:

1.Сa7! с угрозой 2.Фc8+ Крb5 3.Фc4+ Крa5 4.Фa4#, 

1…Кc3 2.Кd7+ Крd5 3.Фb7+ Крc4 4.Кe5#, 

1…Лf4 2.Кc4+ Крd5 3.Фb5+ Крe4 4.Кd2#, 

(1…Крd6 2.Фb5). 

Вступительный ход ведёт к трём правильным матам, при этом два последних финала с далёким блокированием полей для чёрного короля представляют собой точное «эхо».

## Книги
- Осада чёрного короля.— Днепропетровск, 1960 (в соавторстве с Т. Горгиевым);
- Преследование темы.— Москва, 1983.
- Защита en passant. Новая тема.— Котовск, Николаев, Полтава, 2007 (в соавторстве с В. Мельниченко)